# Quevedo (Ecuador)
Quevedo es una ciudad ecuatoriana; cabecera cantonal del Cantón Quevedo, así como la urbe más grande y poblada de la Provincia de Los Ríos. Se localiza al centro de la región litoral del Ecuador, en una extensa llanura atravesada por el río Quevedo, a una altitud de 74 m s. n. m. y con un clima lluvioso tropical de 25,2 °C en promedio.
Se estima que tiene una población de 195.798 habitantes, lo que la convierte en la décima ciudad más poblada del país. La ciudad es el núcleo del área metropolitana de Quevedo, la cual está constituida además por ciudades y parroquias rurales cercanas, inclusive de las provincias de Guayas, Cotopaxi y Manabí. El conglomerado alberga a 555.851 habitantes, y ocupa la sexta posición entre las conurbaciones del Ecuador.
Sus orígenes datan del siglo XIX, pero es a mediados del siglo XX, debido a su ubicación geográfica, que enlaza a varias ciudades del país, cuando presenta un acelerado crecimiento demográfico hasta establecer un poblado urbano, que sería posteriormente, uno de los principales núcleos urbanos de la nación. Es uno de los más importantes centros administrativos, económicos, financieros y comerciales del Ecuador. Las actividades principales de la ciudad son el comercio, la industria y la agricultura.

## Toponimia
El nombre de Quevedo, se debe al agrimensor Timoteo Quevedo que llegó a medir estas tierras, por petición de su propietaria Catalina Estupiñán. A partir del año 1857, en esta zona se empieza a explotar el caucho, y entonces se formó una pequeña población en "Las tierras de Quevedo"

## Historia

### Época prehispánica

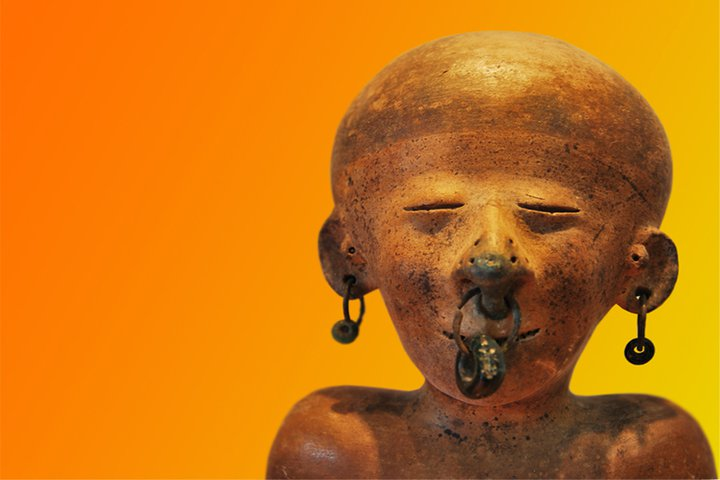
Cultura Milagro-Quevedo

En los territorios de Quevedo, se asentó la Cultura Milagro-Quevedo. Existió desde aproximadamente 500 d. C., hasta la llegada de los descubridores al servicio de Isabel la Católica, reina de Castilla y esposa de Fernando el Católico,alrededor del año 1500 d. C. Esta cultura prehispánica ocupó la zona comprendida entre las estribaciones occidentales de la cordillera de los Andes y las colinas del litoral ecuatoriano, constituyendo, con los atacames, Jama II y las culturas manteña y huancavilca las últimas culturas en la costa ecuatoriana antes de la llegada de los primeros españoles en 1526, con quienes se iniciará el periodo de conquista y colonización.
Milagro-Quevedo constituye una de las culturas precolombinas que mayores territorios ocupó, pues su expansión comprendió todo el sistema fluvial del Guayas incluyendo sus dos grandes ríos Daule y Babahoyo, y todos sus afluentes.
Se definían étnicamente como chonos, sus miembros fueron consumados orfebres que trabajaron delicadamente el oro y la plata, y llevaban para su adorno personal hasta doce aretes (seis en cada oreja), no solo en el lóbulo sino alrededor del pabellón.
Uno de los rasgos que caracterizaban a esta cultura y quizá el más destacado fue la existencia de un gran número de Tolas en casi todo el territorio que ocuparon. A menudo estas Tolas se encuentran en grupos, pero las hay también aisladas. Los tamaños son variables, así como sus formas. Las más pequeñas suelen medir unos 10 metros de diámetro por apenas solo dos de altura, mientras que las más grandes pueden tener dimensiones impresionantes: más de 100 metros de longitud por unos 30 de altura y sobrepasando los 10 de altura.
La cultura ocupó los territorios actuales de las provincias del Guayas, Los Ríos y El Oro. Sus trabajos en cerámicas son muy variados con representaciones de serpientes, ranas, lechuzas y otros anfibios.

### Época republicana
En 1838 las tierras de Quevedo eran despobladas y sin uso, y el poblado más cercano era Zapotal; es por eso, que cuando Don José Camilo Calixto quiso hacerse con estas tierras, pidió autorización a Zapotal. Después, Calixto vende gran parte de los terrenos a Catalina Estupiñán y juntos pidieron al agrimensor Timoteo Quevedo, que haga un levantamiento topográfico y parcelación. El 22 de septiembre de 1852 en Guayaquil, se eleva a Quevedo a la categoría de parroquia rural del cantón Pujilí
En 1857, se empieza a explotar el caucho, lo que motivó la venida de muchas personas a estas tierras; empezó así el crecimiento de Quevedo.
En 1858 Quevedo pasó a pertenecer al cantón Latacunga. El 6 de octubre de 1860, García Moreno creó la provincia de Los Ríos y Quevedo pasó a pertenecer al cantón Vinces. En 1861 Quevedo pasó nuevamente a ser parte del cantón Pujilí. Pero, el 24 de febrero de 1869, definitivamente se anexa al cantón Vinces.
En 1930 una gran planta de luz eléctrica fue adquirida por Camilo Arévalo Govea, Presidente del Consejo Parroquial de Quevedo; esta planta brindaba servicio hasta las 10 de la noche. El malecón de la ciudad presentaba un intenso movimiento de gente, carretas tiradas por caballos, en el muelle las lanchas: Independencia, Blanca Aurora y Rosa Elvira, hacían viajes de Quevedo a Guayaquil, en ese tiempo todo el transporte fuera del pueblo era vía fluvial. Gracias a esto Quevedo empezó a crecer aceleradamente. Fue entonces cuando llegaron a Quevedo numerosos chinos, dando lugar a la colonia asiática más grande del país.
El 7 de octubre de 1943, se creó el Cantón Quevedo. En 1948, se inició el auge del banano, con esto se incrementó el desarrollo de la ciudad, que crecía cada vez más.

## Geografía

### Relieve y geología
Quevedo se encuentra situado en un hermoso lugar en el corazón del Litoral, por su posición geográfica y vial privilegiada ha beneficiado al país, además permite un intenso tráfico terrestre. Posee un clima que beneficia para el cultivo. Es una población situada en las orillas del río Quevedo en el sector denominado "Las lomas". se encuentra ubicada al 1° 20′ 30″ de Latitud Sur y los 79° 28' 30" de Longitud occidental, dentro de una zona subtropical.

### Clima
De acuerdo con la clasificación climática de Köppen, Quevedo experimenta un clima monzónico (Am), el cual se caracteriza por las temperaturas altas durante todo el año y constantes lluvias en el invierno. Las estaciones del año no son sensibles en la zona ecuatorial, no obstante, su proximidad al océano Pacífico hace que las corrientes de Humboldt (fría) y de El Niño (cálida) marquen dos períodos climáticos bien diferenciados: un pluvioso y cálido invierno, que va de noviembre a mayo, y un "verano" ligeramente más fresco y seco, entre junio y octubre. 
Su temperatura promedio anual es de 25,2 °C; siendo marzo el mes más cálido, con un promedio de 26,2 °C, mientras agosto el mes más frío, con 23,9 °C en promedio. Es un clima isotérmico por sus constantes precipitaciones durante todo el año (amplitud térmica anual inferior a 3 °C entre el mes más frío y el más cálido), si bien la temperatura real no es extremadamente alta, la humedad hace que la sensación térmica se eleve hacia los 35 °C o más. En cuanto a la precipitación, goza de lluvias abundantes y regulares siempre superiores a 2600 mm por año; hay una diferencia de 503.4 mm de precipitación entre los meses más secos y los más húmedos; marzo (21 días) tiene los días más lluviosos por mes en promedio, mientras la menor cantidad de días lluviosos se mide en noviembre (17 días). La humedad relativa también es constante, con un promedio anual de 90,3%. 
| Parámetros climáticos promedio de Quevedo, Ecuador | Parámetros climáticos promedio de Quevedo, Ecuador | Parámetros climáticos promedio de Quevedo, Ecuador | Parámetros climáticos promedio de Quevedo, Ecuador | Parámetros climáticos promedio de Quevedo, Ecuador | Parámetros climáticos promedio de Quevedo, Ecuador | Parámetros climáticos promedio de Quevedo, Ecuador | Parámetros climáticos promedio de Quevedo, Ecuador | Parámetros climáticos promedio de Quevedo, Ecuador | Parámetros climáticos promedio de Quevedo, Ecuador | Parámetros climáticos promedio de Quevedo, Ecuador | Parámetros climáticos promedio de Quevedo, Ecuador | Parámetros climáticos promedio de Quevedo, Ecuador | Parámetros climáticos promedio de Quevedo, Ecuador |
| Mes                                                | Ene.                                               | Feb.                                               | Mar.                                               | Abr.                                               | May.                                               | Jun.                                               | Jul.                                               | Ago.                                               | Sep.                                               | Oct.                                               | Nov.                                               | Dic.                                               | Anual                                              |
| -------------------------------------------------- | -------------------------------------------------- | -------------------------------------------------- | -------------------------------------------------- | -------------------------------------------------- | -------------------------------------------------- | -------------------------------------------------- | -------------------------------------------------- | -------------------------------------------------- | -------------------------------------------------- | -------------------------------------------------- | -------------------------------------------------- | -------------------------------------------------- | -------------------------------------------------- |
| Temp. máx. media (°C)                              | 29.9                                               | 30.3                                               | 31.2                                               | 31.0                                               | 30.2                                               | 28.5                                               | 28.3                                               | 28.5                                               | 29.7                                               | 29.6                                               | 29.9                                               | 30.0                                               | 29.8                                               |
| Temp. media (°C)                                   | 25.5                                               | 25.6                                               | 26.2                                               | 26.2                                               | 25.9                                               | 24.7                                               | 24.0                                               | 23.9                                               | 24.6                                               | 24.8                                               | 25.0                                               | 25.5                                               | 25.2                                               |
| Temp. mín. media (°C)                              | 22.1                                               | 22.3                                               | 22.6                                               | 22.5                                               | 22.5                                               | 21.4                                               | 20.6                                               | 20.2                                               | 20.5                                               | 21.1                                               | 21.1                                               | 21.9                                               | 21.6                                               |
| Precipitación total (mm)                           | 406.7                                              | 485.9                                              | 518.5                                              | 460.9                                              | 217.3                                              | 74.9                                               | 53.7                                               | 15.1                                               | 52.2                                               | 36.3                                               | 131.6                                              | 172.0                                              | 2625.1                                             |
| Días de precipitaciones (≥ 1.0 mm)                 | 21                                                 | 20                                                 | 21                                                 | 20                                                 | 21                                                 | 20                                                 | 20                                                 | 20                                                 | 19                                                 | 19                                                 | 17                                                 | 19                                                 | 237                                                |
| Horas de sol                                       | 130.2                                              | 134.4                                              | 161.2                                              | 141                                                | 114.7                                              | 72                                                 | 65.1                                               | 71.3                                               | 75                                                 | 74.4                                               | 90                                                 | 114.7                                              | 1244                                               |
| Humedad relativa (%)                               | 92                                                 | 92                                                 | 91                                                 | 91                                                 | 92                                                 | 92                                                 | 92                                                 | 90                                                 | 89                                                 | 88                                                 | 86                                                 | 89                                                 | 90.3                                               |
| Fuente: NOAA Climate-data.org                      |                                                    |                                                    |                                                    |                                                    |                                                    |                                                    |                                                    |                                                    |                                                    |                                                    |                                                    |                                                    |                                                    |

## Política

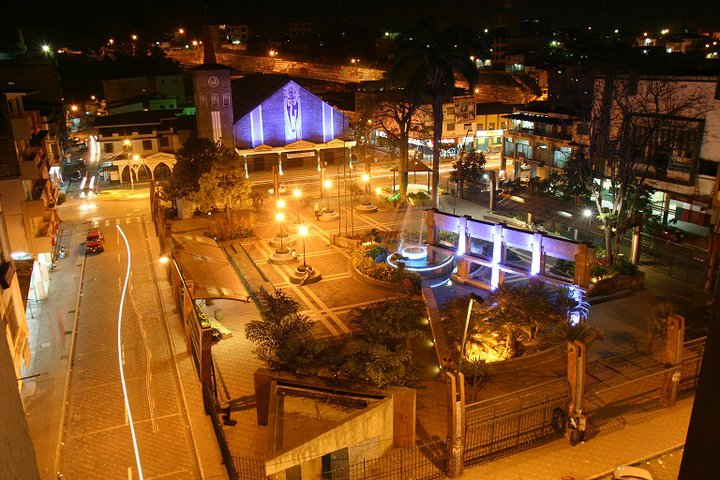
Parque Central de Quevedo.

Territorialmente, la ciudad de Quevedo está organizada en 9 parroquias urbanas, mientras que existen 2 parroquias rurales con las que complementa el área total del Cantón Quevedo. El término "parroquia" es usado en el Ecuador para referirse a territorios dentro de la división administrativa municipal.
La ciudad de y el cantón Quevedo, al igual que las demás localidades ecuatorianas, se rige por una municipalidad según lo previsto en la Constitución de la República. El Gobierno Autónomo Descentralizado Municipal de Quevedo, es una entidad de gobierno seccional que administra el cantón de forma autónoma al gobierno central. La municipalidad está organizada por la separación de poderes de carácter ejecutivo representado por el alcalde, y otro de carácter legislativo conformado por los miembros del concejo cantonal.
La Municipalidad de Quevedo, se rige principalmente sobre la base de lo estipulado en los artículos 253 y 264 de la Constitución Política de la República y en la Ley de Régimen Municipal en sus artículos 1 y 16, que establece la autonomía funcional, económica y administrativa de la Entidad.

### Alcaldía
El poder ejecutivo de la ciudad es desempeñado por un ciudadano con título de Alcalde del Cantón Quevedo, el cual es elegido por sufragio directo en una sola vuelta electoral, sin fórmulas o binomios en las elecciones municipales. El vicealcalde no es elegido de la misma manera, ya que una vez instalado el Concejo Cantonal se elegirá entre los ediles un encargado para aquel cargo. El alcalde y el vicealcalde duran cuatro años en sus funciones, y en el caso del alcalde, tiene la opción de reelección inmediata o sucesiva. El alcalde es el máximo representante de la municipalidad y tiene voto dirimente en el concejo cantonal, mientras que el vicealcalde realiza las funciones del alcalde de modo suplente mientras no pueda ejercer sus funciones el alcalde titular.
El alcalde cuenta con su propio gabinete de administración municipal mediante múltiples direcciones de nivel de asesoría, de apoyo y operativo. Los encargados de aquellas direcciones municipales son designados por el propio alcalde. Actualmente, el alcalde de Quevedo es Alexis Matute, elegido para el periodo 2023 - 2027.

### Concejo cantonal
El poder legislativo de la ciudad es ejercido por el Concejo Cantonal de Quevedo el cual es un pequeño parlamento unicameral que se constituye al igual que en los demás cantones mediante la disposición del artículo 253 de la Constitución Política Nacional. De acuerdo a lo establecido en la ley, la cantidad de miembros del concejo representa proporcionalmente a la población del cantón.
Quevedo posee 9 concejales, los cuales son elegidos mediante sufragio (Sistema D'Hondt) y duran en sus funciones cuatro años pudiendo ser reelegidos indefinidamente. De los nueve ediles, 8 representan a la población urbana mientras que uno representa a las 2 parroquias rurales. El alcalde y el vicealcalde presiden el concejo en sus sesiones. Al recién instalarse el concejo cantonal por primera vez los miembros eligen de entre ellos un designado para el cargo de vicealcalde de la ciudad.

### División política
El cantón se divide en parroquias que pueden ser urbanas o rurales y son representadas por los Gobiernos Parroquiales ante la Alcaldía de Quevedo. La urbe tiene nueve parroquias:
- 7 de octubre
- 24 de mayo
- El Guayacán
- Nicolás Infante Díaz
- San Camilo
- San Carlos
- San Cristóbal
- La Esperanza
- Venus del Río Quevedo
- Viva Alfaro

## Transporte
El transporte público es el principal medio de movilización de los habitantes de la ciudad y sus alrededores. La urbe posee un servicio de bus público urbano en expansión. El sistema de bus no es amplio y está conformado por pocas empresas de transporte urbano. La tarifa del sistema de bus es de 0,30 USD, con descuento del 50% a grupos prioritarios (menores de edad, adultos mayores, discapacitados, entre otros). Además existen los buses interparroquiales e intercantonales para el transporte a localidades cercanas.
Gran parte de las calles de la ciudad están asfaltadas o adoquinadas, aunque algunas están desgastadas y el resto de calles son lastradas, principalmente en los barrios nuevos que se expanden en la periferia de la urbe.

### Avenidas importantes

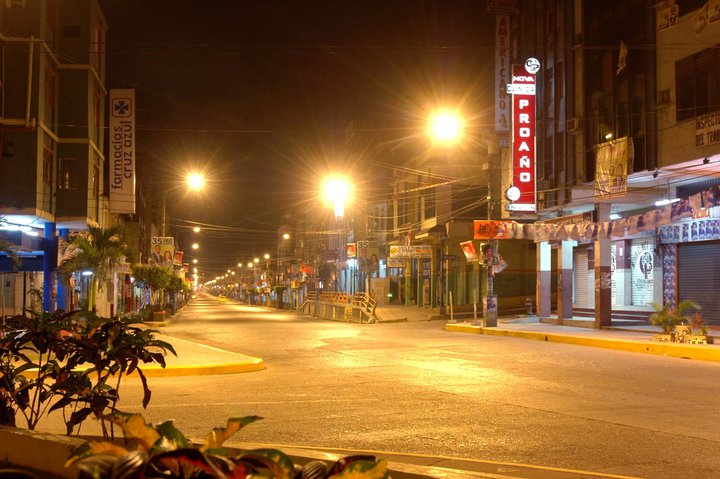
Avenida 7 de Octubre.

- Bolívar
- 11 de Julio
- Walter Andrade
- June Guzmán
- Viva Alfaro
- José Laborde
- 7 de octubre
- Babahoyo
- Quito
- Guayaquil
- José Joaquín de Olmedo
- Otto Arosemena
- Carlos Julio Arosemena
- Carlos Alberto Arroyo del Río
- Los Guayacanes
- Jaime Roldós Aguilera
- San Rafael
- El Ejército

## Turismo

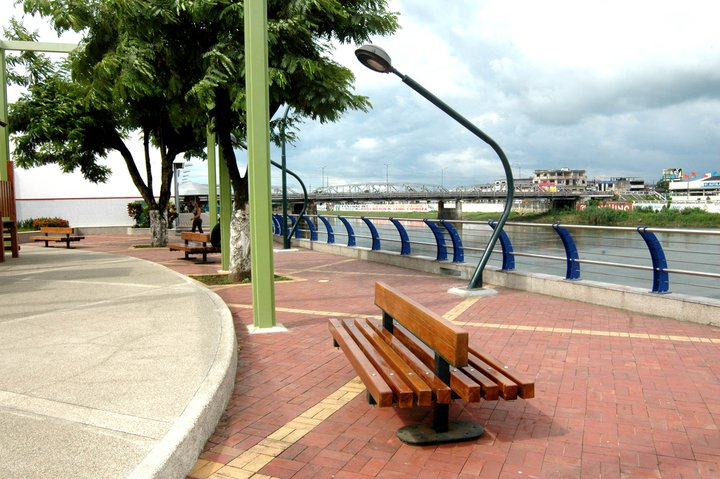
Malecón del río Quevedo.

Se puede acceder a Quevedo por diversos puntos siendo la vía más utilizada la que llega desde Guayaquil pasando por Babahoyo, se recomienda usar ropa ligera por el clima casi siempre caluroso.
También se puede disfrutar de paseos por las haciendas bananeras (entre ellas la más grande: "Hacienda Los Carrillos") y fincas donde se cultiva el cacao.
Por las noches se puede salir a disfrutar de sus bares y discotecas. También existen numerosos centros de ocio y recreación con piscinas. Su amplio río permite realizar paseos en motos acuáticas, regatas, otros deportes fluviales, acampada, senderismo, entre otros.

## Demografía
Quevedo es la decimosegunda ciudad más poblada de Ecuador, con 177 792 habitantes en el último censo en 2022 por el Instituto Nacional de Estadística y Censos (INEC). En la actualidad, ha superado en población a la capital de la provincia, Babahoyo.

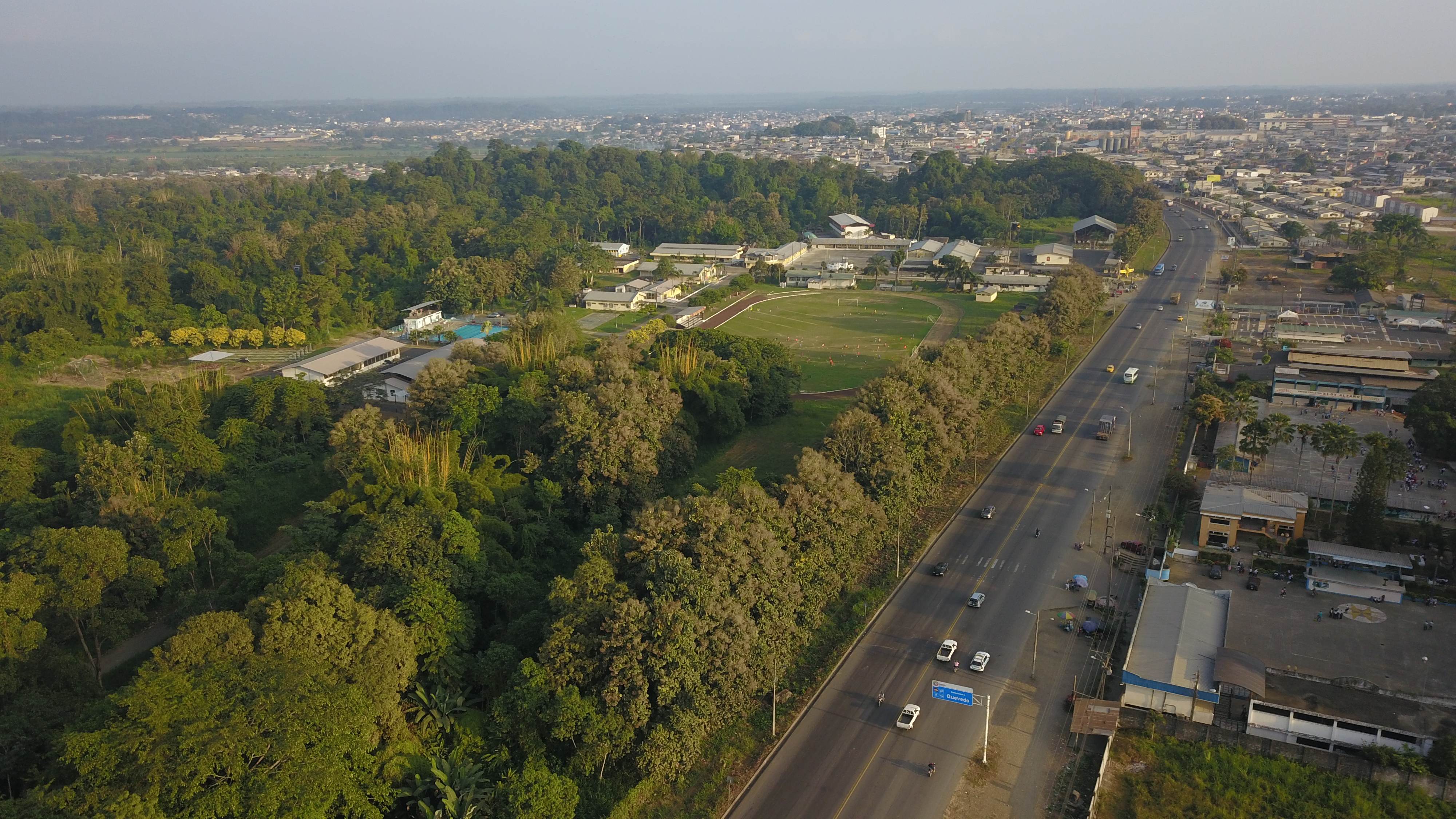
Entrada norte de la urbe.

Su población está formada por gente de distintos lugares del país predominando también una alta población de ciudadanos chinos que se afincaron en el lugar a principios del siglo XX lo que le da una característica especial por sus vistosos almacenes y restaurantes de la colonia del país asiático. 
Quevedo es por su agricultura un centro de masificación poco común llenándose todos los días de gente de distintos lugares dando una apariencia de mercado febril en todo el año.

## Educación
La educación pública en la ciudad, al igual que en el resto del país, es gratuita hasta la universidad (tercer nivel) de acuerdo a lo estipulado en el artículo 348 y ratificado en los artículos 356 y 357 de la Constitución Nacional. La ciudad está dentro del régimen Costa por lo que sus clases inician los primeros días de abril y luego de 200 días de clases se terminan en el mes de febrero.
Las principales instituciones de educación superior de la urbe son:
- Universidad Técnica Estatal de Quevedo
- Universidad Técnica de Babahoyo
- Universidad Técnica Particular de Loja (modalidad a distancia)
- Universidad Regional Autónoma de los Andes
- Instituto Tecnológico Superior Siete de Octubre

## Economía

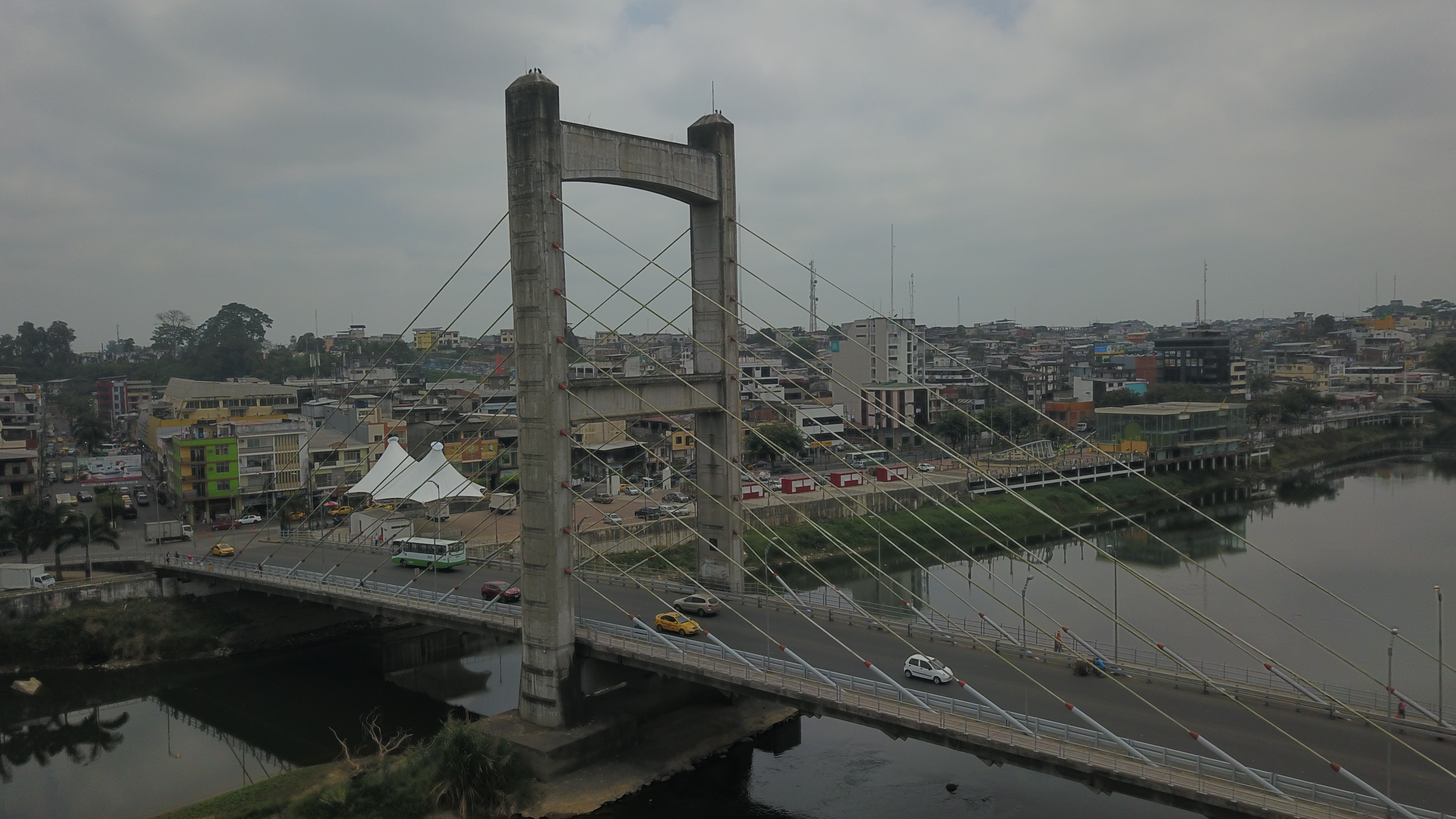
Puente Humberto Alvarado Prado.

Quevedo es el mayor centro económico y comercial de la provincia de Los Ríos, entregando divisas de la exportación de sus productos agrícolas como: banano, café, cacao, palo de balsa, caucho, palma africana, frutales, soya, maíz, entre otros.
A mediados del siglo pasado Quevedo se convirtió en el centro de producción de cacao obteniendo actualmente denominación de origen por su producto "Sabor arriba", un chocolate negro de un fino aroma. El banano también tiene prestigio en esta región. La diversidad de productos que se producen en Quevedo le han dado el nombre de "granero del Ecuador".
En el siglo XXI la actividad agrícola se está centrado en productos de valor agregado como el cacao y la balsa, muy apetecidos por el mercado internacional y producido por reconocidas empresas del cantón en el caso de balsa, y del cacao por productores locales con la ayuda y asesoramiento del INIAP estación Pichilingue que ha mejorado la semilla de oro.    
En mayo de 2011 fue inaugurado en la ciudad el centro comercial El Paseo Shopping Quevedo, que contó con una inversión de alrededor de 15 millones de dólares.
Quevedo cuenta con Instituciones como la CÁMARA DE COMERCIO DE QUEVEDO, que fue fundada el 15 de enero de 1959 y que es el principal referente comercial del Cantón,y donde se encuentran afiliadas personas y empresas importantes que son el motor que inyecta economía a esta importante ciudad del centro del país. La Cámara de Comercio cuenta con un edificio institucional ubicado en pleno centro del casco comercial, en la calle Séptima n.º 217 entre 7 de Octubre y Bolívar y además posee un Complejo Deportivo para sus socios, el mismo que está ubicado en la Vía a Santo Domingo km. 2 1/2, junto a PAMUNIQ, donde también se realiza la Feria QUEVEXPO y diversas presentaciones con artistas nacionales e internacionales.

## Sociedad

### Diversidad sexual
La diversidad sexual en Quevedo engloba las distintas manifestaciones de sexualidad y género de las poblaciones LGBT que han habitado la ciudad ecuatoriana de Quevedo a lo largo de su historia. A pesar de los logros que han alcanzado en cuanto a derechos a nivel nacional, las personas pertenecientes a la diversidad sexual continúan sufriendo discriminación en Quevedo, particularmente en el acceso al trabajo. En décadas recientes, ha existido más apertura por parte de las autoridades a las problemáticas de la diversidad sexual y se han realizado campañas de sensibilización de derechos. También se han realizado diversos eventos dirigidos a esta población, entre ellos certámenes de belleza, torneos deportivos y una marcha del orgullo.
La comunidad de personas LGBT de Quevedo comenzó a organizarse desde marzo de 1996, como forma de exigir respeto y defender sus derechos. Entre las organizaciones LGBT de la época se encontraba la Asociación de gays de Quevedo, dirigida por el activista Antonio Ube y que para 2003 contaba con 27 integrantes. Durante los primeros años del siglo xxi, las personas pertenecientes a la diversidad sexual continuaron articulándose en la ciudad. Entre las organizaciones LGBT más importantes estuvo la Fundación Logro Esperanza y Triunfo de Quevedo (FLET), presidida por el activista Carlos Altamirano, que para 2017 contaba con alrededor de 80 miembros. Otra activista LGBT conocida es Rebeca Tiwi, originaria del pueblo indígena shuar pero que habita en la ciudad.

## Medios de comunicación
La ciudad dispone de varios medios de comunicación como prensa escrita, radio, televisión, telefonía, internet y mensajería postal. En algunas comunidades rurales existen telefonía e internet satelitales.
- Telefonía: Si bien la telefonía fija se mantiene aún con un crecimiento periódico, esta ha sido desplazada notablemente por la telefonía celular, tanto por la enorme cobertura que ofrece y la fácil accesibilidad. Existen 3 operadoras de telefonía fija, CNT (pública), TVCABLE y Claro (privadas) y cuatro operadoras de telefonía celular, Movistar, Claro y Tuenti (privadas) y CNT (pública).

- Radio: En la localidad existe una gran cantidad de sistemas radiales de transmisión nacional y local, e incluso de provincias y cantones vecinos.

- Medios televisivos: La mayoría de canales son nacionales, aunque se han incluido canales locales recientemente. El apagón analógico se estableció para el 31 de diciembre de 2023.[23]

## Deporte
La Liga Deportiva Cantonal de Quevedo es el organismo rector del deporte en todo el Cantón Quevedo y por ende en la urbe se ejerce su autoridad de control. El deporte más popular en la ciudad, al igual que en todo el país, es el fútbol, siendo el deporte con mayor convocatoria. Existen 3 equipos de fútbol en Quevedo, activos en la Asociación de Fútbol Profesional de Los Ríos, que participan en el Campeonato Provincial de Segunda Categoría de Los Ríos. 
El Club Deportivo Quevedo es el ícono deportivo de la ciudad. Actualmente juega en la Segunda Categoría de Ecuador. Históricamente ha sido el máximo representante de la provincia de Los Ríos; en la serie de privilegio, fue protagonista en los años 80, motivo por el cual se lo identifica como el "Ídolo Riosense" También se lo conoce como "Super Depor" o como muchos le dicen "El Quevedito".
El principal recinto deportivo para la práctica del fútbol es el Estadio 7 de Octubre. Está ubicado en la avenida Jaime Roldós entre 22 y 23 de la ciudad de Quevedo, provincia de Los Ríos. Fue inaugurado el 15 de junio de 1952. Es usado mayoritariamente para la práctica del fútbol, y allí juega como local el Club Deportivo Quevedo, equipo de la Segunda Categoría del fútbol ecuatoriano. Tiene capacidad para 16.000 espectadores.
Desempeña un importante papel en el fútbol local, ya que todos los clubes quevedeños hacen de local en este escenario deportivo. El estadio es sede de distintos eventos deportivos a nivel local, así como es escenario para varios eventos de tipo cultural, especialmente conciertos musicales (que también se realizan en el Coliseo Ciudad de Quevedo y el Coliseo Polideportivo Wellington Chang Lua).